# Karoshi, Chikodi
Karoshi là một làng thuộc tehsil Chikodi, huyện Belgaum, bang Karnataka, Ấn Độ.